# 尼古拉·马尔巴萨
尼古拉·马尔巴萨（Nikola Malbaša，1977年9月12日—），是一名塞爾維亞职业足球运动员，曾经效力于中国足球超级联赛球会山東魯能泰山。